# Elionor Clara de Hohenlohe-Neuenstein
Elionor Clara de Hohenlohe-Neuenstein (en alemany Eleonore Klara von Hohenlohe-Neuenstein) va néixer a Neuenstein (Alemanya) el 16 de juliol de 1632 i va morir a Saarbrücken el 4 de maig de 1709. Era una noble alemanya, filla del comte Carles VII de Hohenlohe-Neuenstein (1582-1641) i de Sofia de Zweibrücken-Birkenfeld (1593-1676).

## Matrimoni i fills
El 14 de juny de 1662 es va casar a Saarbrücken amb Gustau Adolf de Nassau-Saarbrücken (1632-1677), fill del comte Guillem Lluís (1590-1640) i de la comtessa Anna Amàlia de Baden-Durlach (1595-1651). El matrimoni va tenir set fills:
- Lluís (1663-1713), casat amb Felipa Enriqueta de Hohenlohe-Langenburg (1679-1751).
- Carles Lluís (1665-1723)
- Sofia Amàlia (1666-1736), casada amb Albert Wolfgang de Hohenlohe-Langenburg (1659-1715).
- Gustau Adolf (1667-1683)
- Sofia Elionor (1669-1742)
- Sofia Dorotea (1670-1748)
- Felip Guillem, nascut i mort el 1671.